# كورتني بيت
كورتني بيت (بالإنجليزية: Courtney Pitt)‏ (17 ديسمبر 1981 في المملكة المتحدة - ) هو لاعب كرة قدم بريطاني في مركز الوسط. لعب مع أكسفورد يونايتد وكامبريدج يونايتد وكوفنتري سيتي ونادي بورتسموث ونادي لوتون تاون ونادي يورك سيتي وستافورد رينجرز وChasetown F.C. ‏ وتيلفورد يونايتد ونادي ويموث ونادي بوسطن يونايتد.

## وصلات خارجية
- كورتني بيت على موقع قاعدة بيانات كرة القدم.إي يو (الإنجليزية)
- كورتني بيت على موقع Soccerbase.com (لاعب) (الإنجليزية)